# Невматическое пение
Невмати́ческое пе́ние (от др.-греч. νεῦμα — знак <головой или глазами>; жест), также невматический распев, невматическая структура (Гарднер), невматический стиль (от англ. neumatic style), невматика — способ распева текста, при котором на один его слог приходится немного (2-4, реже больше) звуков мелодии. Слово neuma, по которому этот стиль распева получил своё название, понимается не в смысле знака нотации, а в другом (омонимичном) значении небольшой мелодической фразы (см. третье значение в ст. Невма).
Невматическое пение характерно для культовой музыки мировых религий. У католиков невматически распевается большинство антифонов и гимнов оффиция, антифоны (интроиты и коммунио) мессы. Невматический стиль также характерен для некоторых (умеренно орнаментированных) традиций паралитургической песни, например, для кантиг Диниша I и кондукта. У православных в невматическом стиле распевается большая часть стихир знаменного распева (в синодальном квадратнонотном октоихе).